# Марамуреш (планина)
Марамуреш (на румънски: Munţii Maramureşului, известна и като Гористи Карпати, Carpaţii Păduroşi или Масив Чорнохора, въпреки че последните 2 имена се отнасят по-скоро за северната част) е планина, част от Марамурешко-Буковински Карпати, които на свой ред са част от Източните Карпати. Най-високата точа е връх Ховърла (2061 м).
По-голямата част се намира на територията на Украйна (Закарпатска област), но южната част се разполага на румънска територия (окръг Марамуреш) и граничи на юг и запад с котловината Марамуреш.
|  | Тази страница частично или изцяло представлява превод на страницата Munţii Maramureşului в Уикипедия на румънски. Оригиналният текст, както и този превод, са защитени от Лиценза „Криейтив Комънс – Признание – Споделяне на споделеното“, а за съдържание, създадено преди юни 2009 година – от Лиценза за свободна документация на ГНУ. Прегледайте историята на редакциите на оригиналната страница, както и на преводната страница, за да видите списъка на съавторите. ВАЖНО: Този шаблон се отнася единствено до авторските права върху съдържанието на статията. Добавянето му не отменя изискването да се посочват конкретни източници на твърденията, които да бъдат благонадеждни. |